# Limatula subovata
Limatula subovata är en musselart som först beskrevs av John Gwyn Jeffreys 1876.  Limatula subovata ingår i släktet Limatula och familjen filmusslor. Inga underarter finns listade i Catalogue of Life.